# 坎比亚斯卡
坎比亚斯卡（義大利語：Cambiasca），是意大利韦尔巴诺-库西亚-奥索拉省的一个市镇。总面积3平方公里，人口1635人，人口密度545.0人/平方公里（2009年）。ISTAT代码为103015。